# Chris Steele (porrskådespelare)
Chris Steele, född 17 mars 1966 är en amerikansk skådespelare, regissör, manusförfattare och filmproducent inom pornografisk film.